# Боаредон
Боаредон (фр. Boisredon) насеље је и општина у западној Француској у региону Поату-Шарант, у департману Приморски Шарант која припада префектури Жонзак.
По подацима из 2011. године у општини је живело 702 становника, а густина насељености је износила 32,5 становника/km². Општина се простире на површини од 21,6 km². Налази се на средњој надморској висини од 33 метара (максималној 108 m, а минималној 19 m).

## Демографија
| 1962. | 1968. | 1975. | 1982. | 1990. | 1999. | 2011. |
| ----- | ----- | ----- | ----- | ----- | ----- | ----- |
| 598   | 685   | 644   | 656   | 603   | 600   | 702   |

График промене броја становника у току последњих година